# Waihao (fleuve)
Le fleuve Waihao  (en anglais : Waihao River) est un cours d’eau situé dans la région de Canterbury dans l’Île du Sud de la Nouvelle-Zélande.

## Géographie
Ses sources sont situées dans la chaîne des Hunter Hills (en), au pied des Alpes du Sud, et la surface de son bassin de drainage est de  550 km2 et le bassin versant reçoit approximativement 1 000 mm d’eau de pluie par an. Dans sa partie supérieure, le fleuve a deux branches, nord et sud, qui se rejoignent au niveau de Waihao Forks. Le fleuve a alors un cours bien défini mais dès qu’il approche de la côte, il devient une rivière en tresses et sinue dans une plaine d‘inondation de 25 km2.
Quand il atteint la côte, le fleuve tourne et s’écoule vers le nord, rejoint par le Waimate Creek (en) avant de se déverser dans le lagon de Wainono (en) au niveau de la ville de Studholme, une localité située à l’est de la ville de Waimate. Toutefois, un canal connu sous le nom de Waihao Box a été creusé dans le gravier du talus, qui sépare le fleuve de l’Océan Pacifique pour lui fournir un accès permanent à la mer.

## Ponts
Le fleuve est franchi par deux routes majeures : La State Highway 1/S H 1, qui le franchit près de la côte, entre Willowbridge et Morven, alors que la State Highway 82 (en) le traverse plus loin à l’intérieur des terres au niveau de Waihao Forks.
Près du franchissement du fleuve par la State Highway 1, il est aussi traversé par la ligne de chemin de fer de la ligne principale du sud (en).
Plus loin, dans les terres, il était précédemment franchi par la branche des gorges de Waimate (en). Cet embranchement du chemin de fer a été fermé en 1953 et le pont a été retiré.

## Utilisation
L’activité agricole s’étend tout le long du fleuve et celui-ci est une source d’irrigation. Il est aussi largement utilisé pour les besoins des loisirs. Les pêcheurs visitent aussi le cours du fleuve à la recherche de poissons comme la truite brune. Le chemin de promenade, long d’approximativement 5 km, est situé près de Waihao Forks.

## Évènements

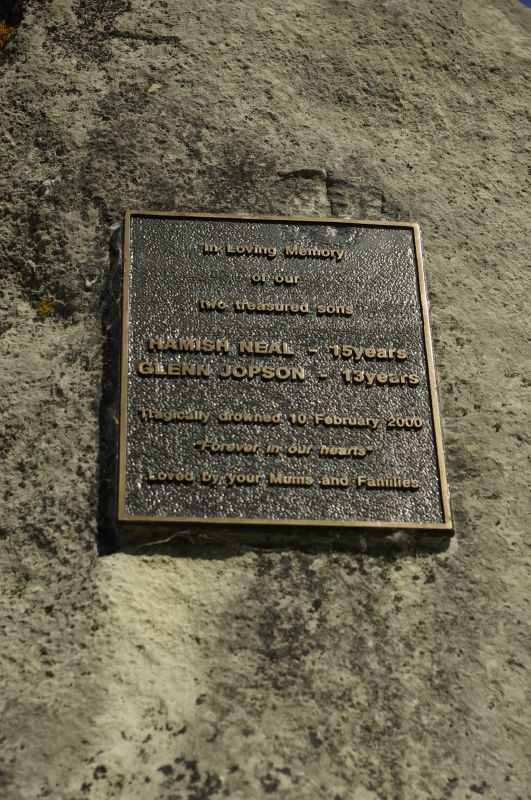
Plaque du Mémorial de Waihao Forks

Le fleuve est prompt à déborder et à inonder avec 18 épisodes majeurs d’inondation au cours du XXe siècle. Les seules décennies durant lesquelles un épisode d’inondation majeur n’est pas survenu sont les années 1910 et 1970 ; les plus importantes inondations sont survenues tous les ans entre 1950 et 1953. Environment Canterbury (en) et le conseil local ont implémenté une stratégie pour réduire les inondations comprenant la maintenance et le rehaussement des berges, la gestion des zones ripariennes pour diminuer l’érosion, et la restriction des développements urbains pour en limiter les dommages lors des inondations
En 2000, deux élèves âgés de 13 et 15 ans se sont noyés lors d’un sortie de classe pour se rendre à Black Hole, une piscine naturelle sur le cours de la rivière Waihao. Cet évènement stimula la révision de la politique scolaire et en particulier, en réponse à cet incident, un nouveau guide de sécurité fut publié par le Ministre de l'Éducation  En 2004, la mère de l’un des élèves a poursuivi en justice l’école secondaire pour avoir violé ses obligations de sécurité vis-à-vis des élèves mais la plainte fut rejetée par le jugement de la cour en septembre 2007.